# ジョン・マッカーシー
ジョン・マッカーシー（John McCarthy, 1927年9月4日 - 2011年10月24日）は、アメリカ合衆国の計算機科学者で認知科学者。マービン・ミンスキーとならぶ初期の人工知能研究の第一人者。1955年に提出した提案書で初めて「人工知能」（Artificial Intelligence）という用語を使用した。また、ALGOL言語の設計に触発され、LISPというプログラミング言語を開発し、タイムシェアリングの概念を一般化させた。

## 学生時代までと私生活
1927年9月4日、マサチューセッツ州ボストンにてアイルランドからの移民の父とリトアニア系ユダヤ人移民の母との間に生まれる。世界恐慌のころは住居を転々としていたが、父が労働組合（Amalgamated Clothing Workers）に職を得て、ロサンゼルスに定住する。都市を中心に活動する共産主義者だった両親の影響を受け、アメリカ共産党細胞にも入党したこともあったものの、プラハの春で幻滅してからは保守的な共和党支持者に転向していた。
幼き頃に読んだミハイル・イリーンの著書「十万の質問」から科学に興味を持ち始める。非常に聡明であり、ロサンゼルスの高校を2年早く卒業した。特に、数学が得意で、十代のころ近所のカリフォルニア工科大学で使っていた教科書を入手して、独学で大学レベルの数学を学んでいた。その結果、1944年にカリフォルニア工科大学に入学し、数学については最初の2年間を飛び級で進級した。
マッカーシーは、体育の授業に出席しなかった。そのため、カリフォルニア工科大学から追い出された。そこで、アメリカ陸軍で兵役を積んで、再入学を認めてもらい、1948年に数学の学士号を得て卒業した。カリフォルニア工科大学で講演を行ったジョン・フォン・ノイマンから将来の方向性について影響を受け、ノイマンと対面して助言も受けた。卒業後もカリフォルニア工科大学で学び続けていたが、プリンストン大学に移ってソロモン・レフシェッツに師事し、1951年に数学のPh.D.を得た。
マッカーシーは、3回結婚している。2度目の結婚相手ベラ・ワトソンはプログラマだが、登山家でもあった。しかし、1978年に女性だけの登山隊でアンナプルナ登頂を目指していた際、滑落して死亡した。3人目のキャロリン・タルコットは、スタンフォード大学の計算機科学者で、後にSRIインターナショナルにて勤務した。また、マッカーシーは、自ら無神論者を自認していた。
2011年10月24日、死去。84歳没。

## 計算機科学における経歴
卒業後はプリンストン大学で短期間勤めた後、1955年にダートマス大学で助教授となり、マサチューセッツ工科大学に移り、1962年にはスタンフォード大学で教授となった。その後は2000年に引退するまでスタンフォード大学に勤務し、その後も名誉教授としてとどまった。マサチューセッツ工科大学に勤めていたころには既に学生から愛情をこめて「アンクル・ジョン」と呼ばれていた。また、ハッカー文化で有名なMITのテック鉄道模型クラブ（TRMC）のメンバーでもあった。
マッカーシーは人工知能のために数理論理学を使って知識を表現することに尽力した。1956年、人工知能（AI）に関する世界初の国際会議を主催。この会議に参加したマービン・ミンスキーもAI研究者となり、1958年にMITに所属し、1959年にMITで人工知能プロジェクトを立ち上げた。1956年秋、マッカーシーはMITの研究奨学金を得た。その後ALGOL設計委員会の委員を務めている。ALGOLはその後主流となる様々な新たな要素をプログラミング言語にもたらし、大きな影響を及ぼした。1958年にはadvice takerを提案し、それが後の質問応答システムや論理プログラミングに影響を与えることとなった。1959年、LISPにおける問題を解決する手段として「ガベージコレクション」技法を発明。ラムダ計算に基づくLISPは、1960年に発表されると、AIアプリケーションのためのプログラミング言語として使われはじめた。彼はMITでProject MACの創設に関わったが、1962年にスタンフォード大学で職を得てMITを離れた。スタンフォード大学ではProject MACのライバルとなるスタンフォード人工知能研究所の設立に関与した。
1961年、マッカーシーはMITの100周年記念式典でのスピーチで、タイムシェアリングシステムの技術によって（水道や電力のように）コンピュータの能力や特定のアプリケーションを販売するビジネスモデルを生み出すかもしれないと述べた。このいわゆる「コンピュータユーティリティ」という考え方は1960年代後半には非常に人気となったが、当時のハードウェアもソフトウェアも通信技術も未熟であったために1970年代中ごろには消えていった。しかし、21世紀になるとこの考え方はアプリケーションサービスプロバイダにはじまり、グリッド・コンピューティングを経てクラウドコンピューティングへと昇華し再浮上してきている。同僚のレスター・アーネストはロサンゼルス・タイムズ紙で「ジョンがタイムシェアリングシステムを開発しなければ、インターネットの発展はもっと遅れていただろう。タイムシェアリングは様々な呼称で呼ばれてきた。サーバと呼ばれるようになり、今ではクラウドコンピューティングと呼ばれているが、それらはジョンが始めたタイムシェアリングそのものだ」と述べている。
マッカーシーの指導でアラン・コトックが開発したチェスプログラムは1966年、ソビエト連邦が開発したチェスプログラムと史上初のコンピュータ同士で対戦した。結果はマッカーシー側の2敗2分だった。
1969年には、パトリック・ヘイズと共に人工知能の分野で常に議論の対象となるフレーム問題を提唱する。
1978年から1986年にかけて、非単調論理におけるサーカムスクリプションの手法を開発。
1982年、「スペースファウンテン」と呼ばれる軌道エレベータの一種を考案した。
ジョン・マッカーシーはしばしばネットニュース上で世界情勢についてコメントした。彼の考え方は自身の持続可能性（Sustainability）に関するWebページでも部分的にわかる。それは、「人の物質的な進歩が望ましく、持続可能であることを示すため」のページである。彼は真面目な読書家で楽天主義者であり、言論の自由の忠実な支持者だった。ネットニュースでは特にrec.arts.booksでの発言が多く、同カテゴリのサンフランシスコ周辺の読者の（今で言う）オフ会に参加したこともある。
2001年には短編小説「ロボットと赤ちゃん」"The Robot and the Baby"を発表している。これは、ロボットが感情を持てるかという問題をコミカルに扱ったもので、今後インターネットやソーシャル・ネットワーキングがさらに重要になってくるだろうという予測を交えて書かれている。

## 受賞歴
- 1971年: チューリング賞 (Association for Computing Machinery)
- 1988年: 京都賞先端技術部門
- 1990年: アメリカ国家科学賞[33]
- 1999年: コンピュータ歴史博物館フェロー
- 2003年: ベンジャミン・フランクリン・メダル
- 2011年: IEEE Intelligent Systems の人工知能の殿堂入り[34][35]

## 主な著作
- 1959. Programs with Common Sense. In Proceedings of the Teddington Conference on the Mechanization of Thought Processes, 756-91. London: Her Majesty's Stationery Office.
- 1960. Recursive functions of symbolic expressions and their computation by machine. Communications of the ACM 3(4):184-195.
- 1963a A basis for a mathematical theory of computation. In Computer Programming and formal systems. North-Holland.
- 1963b. Situations, actions, and causal laws. Technical report, Stanford University.
- Hayes, P. J. との共著 1969. Some philosophical problems from the standpoint of artificial intelligence. In Meltzer, B., and Michie, D., eds., Machine Intelligence 4. Edinburgh: Edinburgh University Press. 463-502.
- 1977. Epistemological problems of artificial intelligence. In IJCAI, 1038-1044.
- 1980. Circumscription: A form of non-monotonic reasoning. Artificial Intelligence 13(1-2):23-79.
- 1986. Applications of circumscription to common sense reasoning. Artificial Intelligence 28(1):89-116.
- 1990. Generality in artificial intelligence. In Lifschitz, V., ed., Formalizing Common Sense. Ablex. 226-236.
- 1993. Notes on formalizing context. In IJCAI, 555-562.
- Buvac, S. との共著 1997. Formalizing context: Expanded notes. In Aliseda, A.; van Glabbeek, R.; and Westerstahl, D., eds., Computing Natural Language. Stanford University. Also available as Stanford Technical Note STAN-CS-TN-94-13.
- 1998. Elaboration tolerance. In Working Papers of the Fourth International Symposium on Logical formalizations of Commonsense Reasoning, Commonsense-1998.
- Costello, T. との共著 1999. Useful counterfactuals. Electronic Transactions on Artificial Intelligence 3(A):51-76
- 2002. Actions and other events in situation calculus. In Fensel, D.; Giunchiglia, F.; McGuinness, D.; and Williams, M., eds., Proceedings of KR-2002, 615-628.